# Вилинг (Илиноис)
Вилинг (енгл. Wheeling) град је у америчкој савезној држави Илиноис.

## Демографија
По попису из 2010. године број становника је 37.648, што је 3.152 (9,1%) становника више него 2000. године.
| Група             | 2000.          | 2010.          |
| Белци             | 22.892 (66,4%) | 19.701 (52,3%) |
| Афроамериканци    | 843 (2,4%)     | 898 (2,4%)     |
| Азијати           | 3.193 (9,3%)   | 4.861 (12,9%)  |
| Хиспаноамериканци | 7.135 (20,7%)  | 11.758 (31,2%) |
| Укупно            | 34.496         | 37.648         |